# Megaoryzomys
Megaoryzomys curioi, también conocida como ratón gigante de Galápagos, por su gran tamaño. Es una especie extinta de roedor sigmodontino , conocida solo de la Isla Santa Cruz en las Islas Galápagos. Su extinción probablemente se deba a la introducción de especies invasivas por los colonizadores europeos. Es la úica especie del género Megaoryzomys. Sus relaciones con los otros grupos de sigmodontinos son aún inciertas; aunque en el pasado fue agrupado tanto con Oryzomyini y Thomasomyini.